# Abtlöbnitz
Abtlöbnitz er en kommune i Burgenlandkreis i den tyske delstat Sachsen-Anhalt.
Abtlöbnitz ligger mellem Jena og Naumburg.